# Das kluge Gretel
Das kluge Gretel ist ein Schwank (ATU 1741). Er steht in den Kinder- und Hausmärchen der Brüder Grimm ab der Zweitauflage von 1819 an Stelle 77 (KHM 77). Dort schrieb sich der Titel Das kluge Grethel. Der Schwank stammt aus Andreas Strobls Ovum paschale novum oder neugefärbte Oster-Ayr.

## Inhalt
Eine ess- und trinklustige Haushälterin mit dem typisierenden Namen "Gretel" erhält von ihrem Arbeitgeber den Auftrag, für ihn und den erwarteten Gast zwei Hühner zu braten. Sie macht sich an die Arbeit, doch als Gastgeber und Gast etwas auf sich warten lassen, isst sie erst das eine, dann auch das andere Huhn. Um dem Strafgericht ihres Herren zu entgehen, spielt sie ihn und den Gast gegeneinander aus: Den Gast ängstigt sie mit der Lüge, der Gastgeber wolle ihm beide Ohren abschneiden, während sie ihrem Herrn sagt, der Gast habe die Hühner gestohlen. Der Gast flüchtet, der Hausherr rennt ihm nach und bittet ihn dabei mit den gerufenen Worten: "Nur eins", ihm wenigstens ein Huhn zum Abendessen dazulassen. Der Gast aber meint, er müsse eins von seinen beiden Ohren hergeben und läuft, was er kann. Gretel sitzt derweil fröhlich in ihrer Küche.

## Herkunft
Der Text beruht ausschließlich auf Andreas Strobls Predigtexempel Oster-Märl (in Ovum paschale novum oder neugefärbte Oster-Ayr, Salzburg 1710, S. 23–26), wie auch Wilhelm Grimms erhaltene Abschrift zeigt. Er kürzte ausschweifende Beschreibungen und den belehrenden Schluss und fügte u. a. Gretels schöne Ausreden hinzu.

## Interpretation
Die kluge Gretel entspricht weniger dem Märchenschema als dem Muster von Burleske und Schwank. Sie könnte mit ihrer Drei-Figuren-Konstellation ein Vorbild in der Commedia dell’arte haben.
Die fröhliche Unmoral der Gretel-Geschichte rückt diese in die Nähe von Märchen wie Die drei Spinnerinnen oder Der kluge Knecht, wo sich eine Frau oder ein Angehöriger der dienenden Schicht nicht um die herrschenden Normen kümmert. Die Brüder Grimm nahmen neben sehr moralischen Geschichten, in denen weibliche Tugenden – beziehungsweise die von oben geforderte Diener-Moral – wie Fleiß, Treue, Selbstlosigkeit und Opferbereitschaft verherrlicht wurden (Goldmarie in Frau Holle), eben auch subversiv-hedonistisches Material auf, um zu dokumentieren, was sich "das Volk" erzählte. 
Aus psychoanalytischer Sicht erscheint die Gretel als eine "Es"-Figur, die von keinerlei "Ich" oder "Über-Ich" in Schach gehalten wird, sondern ihren Trieben freien Lauf lässt und sich sofortige Lusterfüllung gönnt. Das Märchen wirkt darum besonders gut auf Kinder im Vorschulalter, wie der Schriftsteller Hanns-Josef Ortheil in seinem Werk Lo und Lu – Roman eines Vaters zeigt. Im Kapitel "Märchenstunde" interpretieren dort die Kinder das Märchen pantomisch (siehe Leseprobe im Eintrag Lo und Lu).